# Fernando Colunga
Fernando Colunga Olivares (Cidade do México, 3 de março de 1966) é um ator e dublador mexicano, conhecido no Brasil por seus papéis como Luis Fernando em María la del barrio, Carlos Daniel Bracho em La usurpadora, Eduardo Juarez Cruz e Franco Santoro em  Mañana es para siempre e José Miguel Montesinos em Soy tu dueña. Atualmente como Aquiles Greco na minissérie El Secreto De La Familia Greco disponível na Netflix.

## Biografia
Começou a estudar engenharia civil, tinha uma loja de material de construção, era uma loja de automóveis, trabalhou como barman e administrador. "Eu sempre tive o sonho de ser um ator, mas não cheguei diretamente à Televisa", disse o ator que começou em 1988, trabalhando como dublê do ator Eduardo Yáñez na telenovela Dulce Desafío. A partir daí, optou por continuar estudando no Centro de Artes da Educação (CEA) da Televisa em 1990. No início de sua carreira seu rosto se tornou popular em muitos lares, graças a um papel na versão mexicana do popular programa infantil Plaza Sésamo. Apareceu em outras telenovelas como Cenizas y diamantes e Madres egoístas. Conhecido no Brasil por sua atuação ao lado de Thalía, sua ex-namorada, na novela Maria do Bairro pela qual se tornou famoso, conhecido também como Carlos Daniel em A Usurpadora, atuando ao lado de Gabriela Spanic e Liberdad Lamarque, e em 1997 estrelando ao lado de Leticia Calderón em Esmeralda. Também teve participações nas novelas Maria Mercedes e Marimar.
Mais tarde, ele participou da telenovela Nunca te olvidaré, onde ele retrata um personagem que nunca deixou de amar a jovem Esperança e luta por ela contra sua mãe e Silvia. Mas obstáculos tem de superar para consumar o seu amor com Esperança (sua amiga de infância). Além disso, foi o par romântico de Gabriela Spanic em A Usurpadora, interpretando Carlos Daniel Bracho, também com Leticia Calderón em Esmeralda, Adela Noriega em Amor Real, Aracely Arámbula em Abraça-me muito forte, Lucero em Alborada e Soy tu dueña, e Susana González em Pasión.
No ano de 2004, Fernando ganhou o prêmio de melhor ator protagonista, pela telenovela Amor Real, onde trabalhou ao lado de Adela Noriega, Leticia Calderón e Chantal Andere, entre outros.
Em 2008, Fernando foi par romântico de Silvia Navarro na telenovela Mañana es para siempre.
Em 2010 foi o protagonista de Soy tu dueña, repetindo par romântico com Lucero, com quem já havia atuado em Alborada. Também atuou novamente com a atriz venezuelana Gabriela Spanic, a antagonista na história, que regressava à Televisa após 9 anos.
Em 2012, Juan Osorio o convidou para protagonizar Porque el amor manda, junto com Blanca Soto, Erick Elías e Claudia Álvarez.
Em 2015 regressa à televisão como o antagonista principal da novela Pasión y poder. Pela brilhante atuação Colunga venceu o prêmio de melhor ator antagonista.
Em 2020 deixa a Televisa e assina contrato com a Telemundo.

## Vida pessoal
Sua vida pessoal é discreta. Até os dias de hoje é visto eventualmente nas baladas sem nenhuma mulher, conheceu atrizes e cantoras, mas nunca quis se casar e nem tem filhos, apenas manter relacionamentos sem compromisso.
Seu namoro mais famoso e mais divulgado pela mídia foi com a cantora Thalía, de 1995 a 1997. Anos mais tarde confessou: "Ter sido namorado de Thalía foi a pior experiência amorosa que já tive em minha vida. Sim, foi uma má experiência, porque o amor que desfruta com seu par, não quer desfrutar com 50 mil pessoas que nem entendem sua relação", disse Fernando Colunga à Terra Networks.

## Carreira

### Telenovelas
| Ano       | Título                         | Personagem                                          |
| --------- | ------------------------------ | --------------------------------------------------- |
| 2025      | Amanecer                       | Leonel Carranza                                     |
| 2024      | El Conde: Amor y honor         | Alejandro Gaitán / Joaquín de Montenegro "El Conde" |
| 2023-2024 | El maleficio                   | Enrique de Martino                                  |
| 2022      | El secreto de la familia Greco | Aquiles Greco                                       |
| 2015-2016 | Pasión y poder                 | Eládio Gómez-Luna Altamirano                        |
| 2012-2013 | Porque el amor manda           | Jesus García                                        |
| 2010      | Soy tu dueña                   | José Miguel Montesinos                              |
| 2008-2009 | Mañana es para siempre         | Eduardo Juarez Cruz / Franco Santoro Ibarra         |
| 2007-2008 | Pasión                         | Ricardo de Salamanca y Almonte "El Antillano"       |
| 2005-2006 | Alborada                       | Luis Manrique y Arellano                            |
| 2003      | Amor real                      | Manuel Fontes Guerra                                |
| 2001-2002 | Navidad sin fin                | Pedro Montes                                        |
| 2000-2001 | Abrázame muy fuerte            | Carlos Manuel Rivero Carrillo                       |
| 1999-2000 | Cuento de Navidad              | Jaime Rodriguez Coder                               |
| 1999      | Nunca te olvidaré              | Luis Gustavo Uribe                                  |
| 1998      | Más allá de La usurpadora      | Carlos Daniel Bracho                                |
| 1998      | La Usurpadora                  | Carlos Daniel Bracho                                |
| 1997      | Esmeralda                      | José Armando Peñarreal                              |
| 1995-1996 | María la del Barrio            | Luis Fernando de la Vega                            |
| 1995      | Alondra                        | Raúl Gutiérrez                                      |
| 1994 -    | Marimar                        | Adrián Rosales                                      |
| 1993-1994 | Mas alla del puente            | Valerio Rojas                                       |
| 1992-1993 | Maria Mercedes                 | Tito "Chico"                                        |
| 1991      | Alcanzar una estrella II       | Fernando                                            |
| 1991      | Madres egoístas                | Jorge                                               |
| 1990      | Cenizas y diamantes            | Desconhecido                                        |
| 1988      | Dulce desafío                  | Dublê                                               |
| 1987      | El carruaje                    | Dublê                                               |
| 1987      | La pobre señorita Limantur     | Francisco                                           |

### Cinema
- El mar
- Fuente ovejuna
- Los hijos del sol
- La cenicienta
- Marianela
- Bésame en la boca (1995)
- Ladrón que roba a ladrón (2007) junto a Miguel Varoni, Gabriel Soto, Sonya Smith e Saúl Lisazo
- Ladrones (filme 2015)... Alejandro Toledo

### Teatro
- Pecado no original
- Un engaño no hace daño
- Trampa de muerte
- Manos Quietas
- Obscuro Total (2013)

### Minisséries e Séries
- El primo Basilio
- Marianela - Pablo (1993)
- Manos Quietas - Manuel Puello (2011)
- El Secreto De La Familia Greco - Aquiles Greco (2022)

### Programas
- La telaraña
- Plaza Sésamo
- Una de lobos
- Mujer: Casos de la vida real

### Vídeos Clipes
- Loca de Ana Bárbara

## Prêmios e Indicações
| Ano  | Festival                                                      | Categoria                                 | Nomeações                       | Resultado |
| ---- | ------------------------------------------------------------- | ----------------------------------------- | ------------------------------- | --------- |
| 1994 | Prêmio TVyNovelas                                             | Melhor Ator Revelação                     | Más allá del puente             | Indicado  |
| 1998 | Prêmio TVyNovelas                                             | Melhor Ator Protagonista                  | Esmeralda                       | Indicado  |
| 1999 | Prêmio TVyNovelas                                             | Melhor Ator Protagonista                  | La usurpadora                   | Indicado  |
| 2000 | Prêmio TVyNovelas                                             | Melhor Ator Protagonista                  | Nunca te olvidaré               | Indicado  |
| 2000 | Prêmios El Heraldo de México                                  | Melhor Ator                               | Abrázame muy fuerte             | Venceu    |
| 2001 | Prêmio TVyNovelas                                             | Melhor Ator Protagonista                  | Abrázame muy fuerte             | Venceu    |
| 2001 | Prêmio TVyNovelas                                             | Melhor Beijo (com Aracely Arámbula)       | Abrázame muy fuerte             | Indicado  |
| 2001 | Prêmios ACE de Nova York                                      | Melhor Ator em Televisão                  | Abrázame muy fuerte             | Venceu    |
| 2003 | Troféu Califa de Oro                                          | Melhor Ator                               | Amor real                       | Venceu    |
| 2004 | Prêmio TVyNovelas                                             | Melhor Ator Protagonista                  | Amor real                       | Venceu    |
| 2004 | Prêmio Círculo Nacional de Periodistas en México (Sol de Oro) | Melhor Ator                               | Amor real                       | Venceu    |
| 2004 | Prêmios ACE de Nova York                                      | Melhor Ator em Televisão                  | Amor real                       | Venceu    |
| 2004 | Prêmios Laurel de Oro (España)                                | Melhor Ator                               | Amor real                       | Venceu    |
| 2004 | Prêmio TV Adicto Golden Awards                                | Melhor Par Romântico (com Adela Noriega)  | Amor real                       | Venceu    |
| 2006 | Prêmio TVyNovelas                                             | Melhor Ator Protagonista                  | Alborada                        | Venceu    |
| 2006 | Prêmio Bravo                                                  | Melhor Ator Protagonista                  | Alborada                        | Venceu    |
| 2007 | Prêmios ACE de Nova York                                      | Melhor Ator em Televisão                  | Alborada                        | Venceu    |
| 2007 | Premios Juventud                                              | ¡Que actorazo!                            | Ladrón que roba a ladrón        | Venceu    |
| 2008 | Prêmio TVyNovelas                                             | Melhor Ator Protagonista                  | Pasión                          | Indicado  |
| 2009 | Prêmios People en Español                                     | Melhor Ator                               | Mañana es para siempre          | Venceu    |
| 2009 | Prêmios People en Español                                     | Melhor Par Romântico (com Silvia Navarro) | Mañana es para siempre          | Venceu    |
| 2010 | Prêmio TVyNovelas                                             | Melhor Ator Protagonista                  | Mañana es para siempre          | Indicado  |
| 2010 | Prêmios TV Adicto Golden Awards                               | Melhor Galã da Década                     | Melhor Galã da Década           | Venceu    |
| 2010 | Prêmios TV Adicto Golden Awards                               | Melhor Ator                               | Soy tu dueña                    | Venceu    |
| 2010 | Prêmios TV Adicto Golden Awards                               | Melhor Par Romântico (com Lucero)         | Soy tu dueña                    | Venceu    |
| 2010 | Prêmios People en Español                                     | Melhor Ator                               | Soy tu dueña                    | Venceu    |
| 2010 | Prêmios People en Español                                     | Melhor Par Romântico (com Lucero)         | Soy tu dueña                    | Indicado  |
| 2011 | Prêmio TVyNovelas                                             | Melhor Ator Protagonista                  | Soy tu dueña                    | Venceu    |
| 2012 | Prêmios TV Adicto Golden Awards                               | Melhor Superação de um Ator               | Porque el amor manda            | Venceu    |
| 2013 | Prêmios People en Español                                     | Melhor Ator                               | Porque el amor manda            | Venceu    |
| 2013 | Prêmios People en Español                                     | Melhor Par Romântico (com Blanca Soto)    | Porque el amor manda            | Venceu    |
| 2013 | Premios Juventud                                              | ¡Está buenísimo!                          | Porque el amor manda            | Indicado  |
| 2016 | Prêmio TVyNovelas                                             | Melhor Ator Antagonista                   | align="center"\| Pasión y poder | Venceu    |
| 2016 | Prêmio Bravo                                                  | Melhor Ator Antagonista                   | align="center"\| Pasión y poder | Venceu    |
| 2016 | Premios Juventud                                              | Protagonista Masculino Favorito           | align="center"\| Pasión y poder | Venceu    |